# Miasto metropolitalne Bari
Miasto metropolitalne Bari (wł. Città metropolitana di Bari) – miasto metropolitalne we Włoszech, z siedzibą zlokalizowaną w Bari.
Weszło w życie 8 kwietnia 2014 i zastąpiło prowincję Bari.
Liczba gmin: 41.